# I. Gaspard de Coligny
I. Gaspard de Coligny, közismerten Châtillon marsall (Châtillon-sur-Loign, 1465/1470 – Dax, 1522. augusztus 24.) francia nemesember, Coligny-le-Vieux, Châtillon és Andelot ura, hadvezér, Franciaország marsallja. VIII. Károly, XII. Lajos és I. Ferenc idején az itáliai háborúkban vállalt szerepet. Gyermeke, II. Gaspard de Coligny, azaz Coligny admirális a francia vallásháborúk nagy alakja, a hugenották egyik vezére volt, hasonlóan fivéreihez.

## Származása
A Coligny-ház legkorábbi ismert őse bizonyos Manassès, a burgundiai Coligny ura volt a 11. század végén. Gaspard apja, III. Jean de Coligny (megh. 1480 után) a ház ifjabb ágából származott, és 1464-ben Éléonore de Courcelles-t (megh. 1510), Pierre de Courcelles és Pregente de Melun-La Borde leányát vette feleségül, aki anyja révén Charles de Melun, XI. Lajos eleinte nagy kegyben álló nagymesterének unokahúga volt.
Négy lányuk ismert:
- Louise, előbb Louis de La Ferté-au-Vicomte, majd I. Lancelot du Lac felesége;
- Marie, George de Menthon felesége;
- Prégente, Pierre d'Aigreville felesége;
- Anne, Gilbert des Serpents/d'Esserpent felesége.

III. Jean örököse idősebb fia, II. Jacques lett, aki VIII. Károly és XII. Lajos udvarában tanácsadóként és kamarásként tevékenykedett, részt vett az 1495-ös fornovói csatában, 1509-ben Párizs prévôt-jává (királyi helytartó) nevezték ki, végül 1512-ben halt meg gyermektelenül Ferrara városában, a vesztes ravennai csata után. Gaspard nevű öccse így lett a család ifjabb ágának feje, Coligny-le-Vieux, Châtillon és Andelot ura.

## Pályafutása
Fivéréhez hasonlóan részt vett az első itáliai háborúkban. VIII. Károly seregében hadakozott a Nápoly ellen indított, sikeres expedíción (1494–1495), és ő is kitüntette magát a fornovói csatában. 1509-ben az agnadellói, 1515-ben a marignanói diadalban harcolt dicsőségesen. I. Ferenc kifejezetten a számára hozta létre – 
Trivulzio, Lautrec, Aubigny és La Palice mellé – az ötödik marsalli pozíciót 1516. december 5-én, egyúttal a Szent Mihály-rend lovagjává fogadta. 1519-ben helytartóvá nevezték ki az Angliával kötött szövetségi szerződés végrehajtására, és ilyen minőségben asszisztált VIII. Henrik és I. Ferenc híres flandriai találkozójához (camp du drap d'or, „az aranybrokát mezeje”) Ardres és Guînes között. Az 1521-ben kitörő hatodik itáliai háborúban Champagne-ban és Pikárdiában harcolt.
A király szolgálataiért neki adta Oránia fejedelemségének haszonélvezetét, végül Guyenne helytartójává nevezte ki. Ilyen minőségben a spanyolok által ostromlott baszkföldi Hondarribia felmentésére indult, de még az odavezető úton meghalt 1522. augusztus 24-én. A marsalli tisztséget halála után a sógora, Anne de Montmorency későbbi connétable (főparancsnok) kapta meg.

## Házassága, gyermekei
1514-ben vette feleségül Louise de Montmorencyt (1496–1547), Guillaume de Montmorency báró, kamarás, királyi főadószedő (général des finances) és Anne de Pot saint-poli grófkisasszony leányát. Louise 1505–1511 között a csatában elesett II. Ferry de Mailly báró, királyi kamarás és anjoui sénéchal felesége volt, akitől három lánya született. Négy gyermekük született:
- Pierre de Coligny (1515–1534), Châtillon ura;
- Odet de Coligny (1517–1571), közismerten Châtillon bíboros, hugenotta vezető;
- II. Gaspard de Coligny (1519–1572), Coligny grófja, admirális, hugenotta vezető;
- François de Coligny (1521–1569), Andelot ura, hadvezér, hugenotta vezető.

## Forrás
- Louis de La Roque. Catalogue historique des généraux français, connétables, maréchaux de France, lieutenants généraux, maréchaux de camp. – Connétables et maréchaux de France depuis les premiers temps de la monarchie jusqu'à la fin du règne de Louis XIV. Paris: A. Desaide, 46. o. (1896-1902). Hozzáférés ideje: 2023. március 3.